# آگوستین لوسر
آگوستین لوسر (اسپانیایی: Agustín Loser‎؛ زادهٔ ۱۲ اکتبر ۱۹۹۷) بازیکن والیبال اهل آرژانتین است.